# Chenango Bridge
Chenango Bridge es un lugar designado por el censo ubicado en el condado de Broome en el estado estadounidense de Nueva York. En el año 2010 tenía una población de 2.883 habitantes.

## Geografía
Chenango Bridge se encuentra ubicado en las coordenadas 42°9′59″N 75°51′40″O / 42.16639, -75.86111.